# No. 2 Dutch Troop
De No. 2 Dutch Troop was een eenheid die tijdens de Tweede Wereldoorlog in Schotland werd opgericht na een besluit van de toenmalige premier van Groot-Brittannië, Winston Churchill, en getraind door Britse soldaten. De eenheid bestond volledig uit Nederlanders en werd op verschillende fronten ingezet tijdens de Tweede Wereldoorlog. Leden van de commando-eenheid droegen een groene baret die ook tegenwoordig nog door Nederlandse commando's wordt gedragen.
Aan het begin van de Tweede Wereldoorlog bestond de eenheid uit vijfentwintig leden en tegen het einde van de oorlog werden er zeventig aan toegevoegd. Na de Tweede Wereldoorlog werd de eenheid opgeheven. Nochtans heeft Nederland verschillende commando-eenheden opgericht om in te zetten in het voormalig Nederlands-Indië. Tegenwoordig heeft Nederland één commando-eenheid, namelijk het Korps Commandotroepen. Dit is een Nederlandse Special Forces-eenheid die in het gehele spectrum Special Operations zelfstandig inzetbaar is. Alle tradities van de voormalig Nederlandse commando-eenheden worden ook voortgezet door het Korps Commandotroepen.